# Parque nacional Cabo Melville

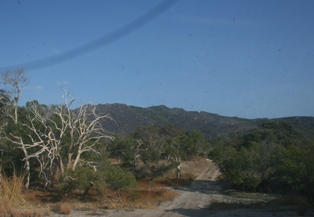
Parque Nacional Cabo Melville

Cabo Melville es un parque nacional en Queensland (Australia), ubicado a 1711 km al noroeste de Brisbane.

## Datos
- Área: 1370 km²
- Coordenadas: 14°16′35″S 144°30′57″E / -14.27639, 144.51583
- Fecha de Creación: 1973
- Administración: Servicio para la Vida Salvaje de Queensland
- Categoría IUCN: II

Véase también:
- Zonas protegidas de Queensland

- Datos: Q1034248
- Multimedia: Cape Melville National Park / Q1034248